# Czempiń (gmina)

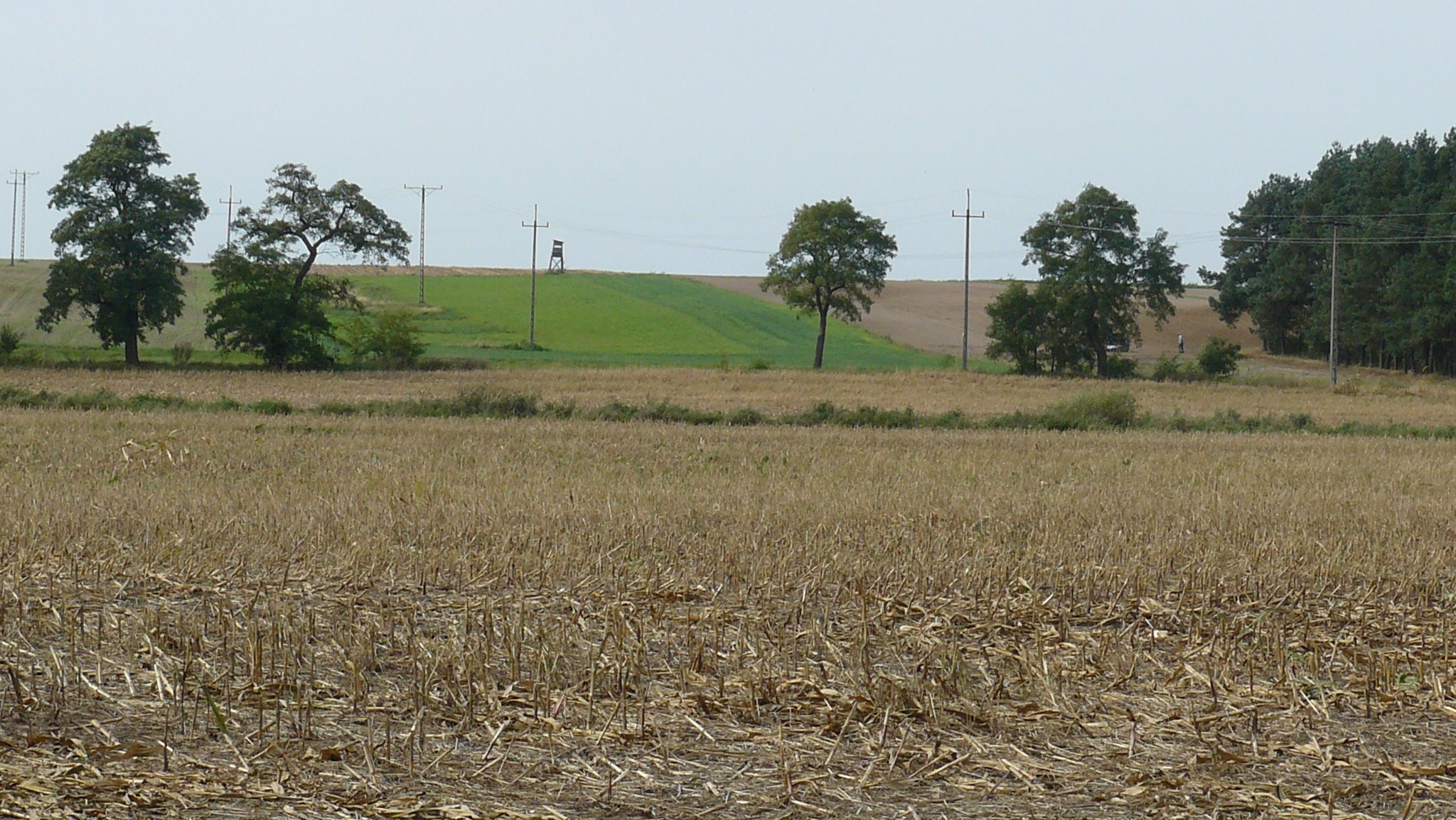
Krajobraz gminy - Stare Tarnowo

Czempiń – gmina miejsko-wiejska w województwie wielkopolskim, w powiecie kościańskim. W latach 1975–1998 gmina położona była w województwie poznańskim.
Siedzibą gminy jest miasto Czempiń.
Według danych z 31 marca 2011 gmina liczyła 11 392 mieszkańców. Natomiast według danych z 31 grudnia 2019 roku gminę zamieszkiwało 11 513 osób.

## Charakterystyka
Północna część gminy stanowi otulinę Wielkopolskiego Parku Narodowego, a południowa część gminy włączona została do Parku Krajobrazowego im. gen. D. Chłapowskiego. Przez gminę przebiegają ważne szlaki komunikacyjne, w tym linia kolejowa Poznań – Wrocław i droga krajowa nr 5 (E261). Gmina posiada bliskie i dogodne położenie w odniesieniu do Poznania i autostrady A2 (E30).

## Zabytki
Na szczególną uwagę zasługują zespoły pałacowe wraz z parkami krajobrazowymi w Czempiniu (1729 r.), Borowie (poł. XIX w.), Gorzyczkach (1868 r.), Głuchowie (przeb. 1889 r.), kościoły w Czempiniu (1782 r.), Głuchowie (przeb. 1751 r.), Starym Gołębinie (1670 r.) oraz liczne budynki mieszkalne i zabudowania gospodarcze (XIX w., pocz. XX w.)

## Struktura powierzchni
Według danych z roku 2002 gmina Czempiń ma obszar 142,46 km², w tym:
- użytki rolne: 79%
- użytki leśne: 13%

Gmina stanowi 19,72% powierzchni powiatu.

## Demografia

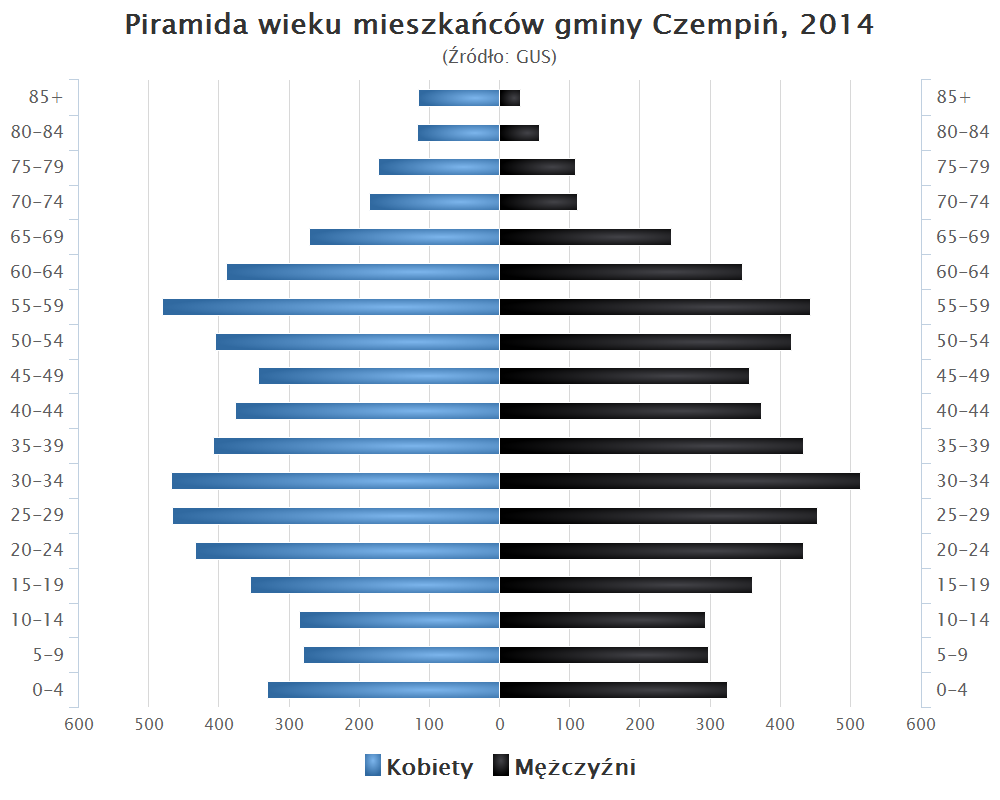
Piramida wieku mieszkańców gminy Czempiń w 2014 roku

Dane z 31 grudnia 2009:
| Opis                              | Ogółem | Ogółem | Kobiety | Kobiety | Mężczyźni | Mężczyźni |
| --------------------------------- | ------ | ------ | ------- | ------- | --------- | --------- |
| jednostka                         | osób   | %      | osób    | %       | osób      | %         |
| populacja                         | 11 311 | 100    | 5792    | 51,2    | 5519      | 48,8      |
| gęstość zaludnienia (mieszk./km²) | 78,9   | 78,9   | 40,4    | 40,4    | 38,6      | 38,6      |

## Transport
Przez teren gminy przebiega zelektryfikowana linia kolejowa z Poznania do Wrocławia. Stacja w Czempiniu jest węzłową – odgałęzia się tutaj jednotorowa linia do Śremu i Mieszkowa podlegająca obecnie (2024) rewitalizacji na odcinku do Śremu.  Od 4 września 2023 gminę obsługują regularnie kursujące autobusy finansowane przez samorząd, łączące większość miejscowości jej obszaru. Istnieje 70 przystanków, z których najważniejszym jest Czempiński Węzeł Przesiadkowy przy dworcu kolejowym. Kursuje czternaście linii wykonujących około 700 wozokilometrów dziennie. Organizatorem przewozów jest Związek Powiatowo-Gminny "Wielkopolski Transport Regionalny", a realizuje je PKS Poznań S.A.

## Sołectwa
Betkowo, Bieczyny, Borowo, Donatowo, Głuchowo, Gorzyce, Gorzyczki, Jarogniewice, Jasień, Nowe Borówko, Nowe Tarnowo, Nowy Gołębin, Piechanin, Piotrkowice, Piotrowo Drugie, Piotrowo Pierwsze, Sierniki, Słonin, Srocko Wielkie, Stare Tarnowo, Stary Gołębin, Zadory.

## Pozostałe miejscowości
Bieczyny (osada leśna), Helenopol, Maruszkowo, Piotrkowice (osada leśna), Rakówka, Roszkowo, Stare Borówko.

## Sąsiednie gminy
Brodnica, Kościan, Krzywiń, Mosina, Stęszew, Śrem